# Kenny Napper
Kenneth „Kenny“ Napper (* 14. Juli 1933 in London) ist ein britischer Jazzmusiker; zunächst als Kontrabassist aktiv entwickelte er sich zu einem der wichtigsten europäischen Arrangeure.

## Leben und Wirken
Napper erhielt als Kind Klavierunterricht; er wechselte dann zum Bass und studierte an der Guildhall School of Music. Noch während seiner Militärzeit begleitete er 1953 Mary Lou Williams. Dann arbeitete er mit Jack Parnell, Malcolm Mitchell und Vic Ash, mit dem er mit Cab Calloway auf Tournee war, sowie mit Alan Clare. 1957 war er für Basil und Ivor Kirchin tätig und tourte mit Ronnie Scott in Nordamerika, um dann bei Don Rendell, Stan Tracey, Tubby Hayes und Tony Kinsey zu spielen. Nachdem er 1960 wieder zum Quartett von Ronnie Scott gehörte, fungierte er für mehrere Jahre als Bassist im Ronnie Scott’s Jazz Club und begleitete dort Musiker wie Jimmy Deuchar, John Dankworth, Pat Smythe, Phil Seamen, Zoot Sims, Carmen McRae und Paul Gonsalves.
Ab Mitte der 1960er Jahre gehörte er zu den Gruppen von Ted Heath und Tony Coe/John Picard, nahm aber auch mit Barney Kessel, Gonsalves, Tracey und Dankworth auf. Daneben begann er, als Filmkomponist zu wirken. 1970 arbeitete er mit Stephane Grappelli, um dann bis 1972 Mitglied des Orchesters von Kurt Edelhagen zu werden. Für Edelhagen begann er auch zu komponieren und zu arrangieren.
Er zog schließlich in die Niederlande, wo er für das Metropole Orkest, die Skymasters, aber auch das NDR Tanzorchesters und andere Ensembles arrangierte. Auch lehrte er am Konservatorium von Hilversum, wo zahlreiche jüngere Arrangeure wie Jörg Achim Keller oder Martin Classen durch ihn geprägt wurden.

## Diskografische Hinweise
- Landes Jugend Jazz Orchester Hessen A Tribute to Kenny Napper (Mons Records, 2010, mit Madeline Bell, Jiggs Whigham, Ferdinand Povel, Jan Wessels)

## Lexikalische Einträge
- John Chilton, Who Is Who in British Jazz London 2005; ISBN 0-8264-7234-6.
- The New Grove Dictionary of Jazz.